# Tobias Wember

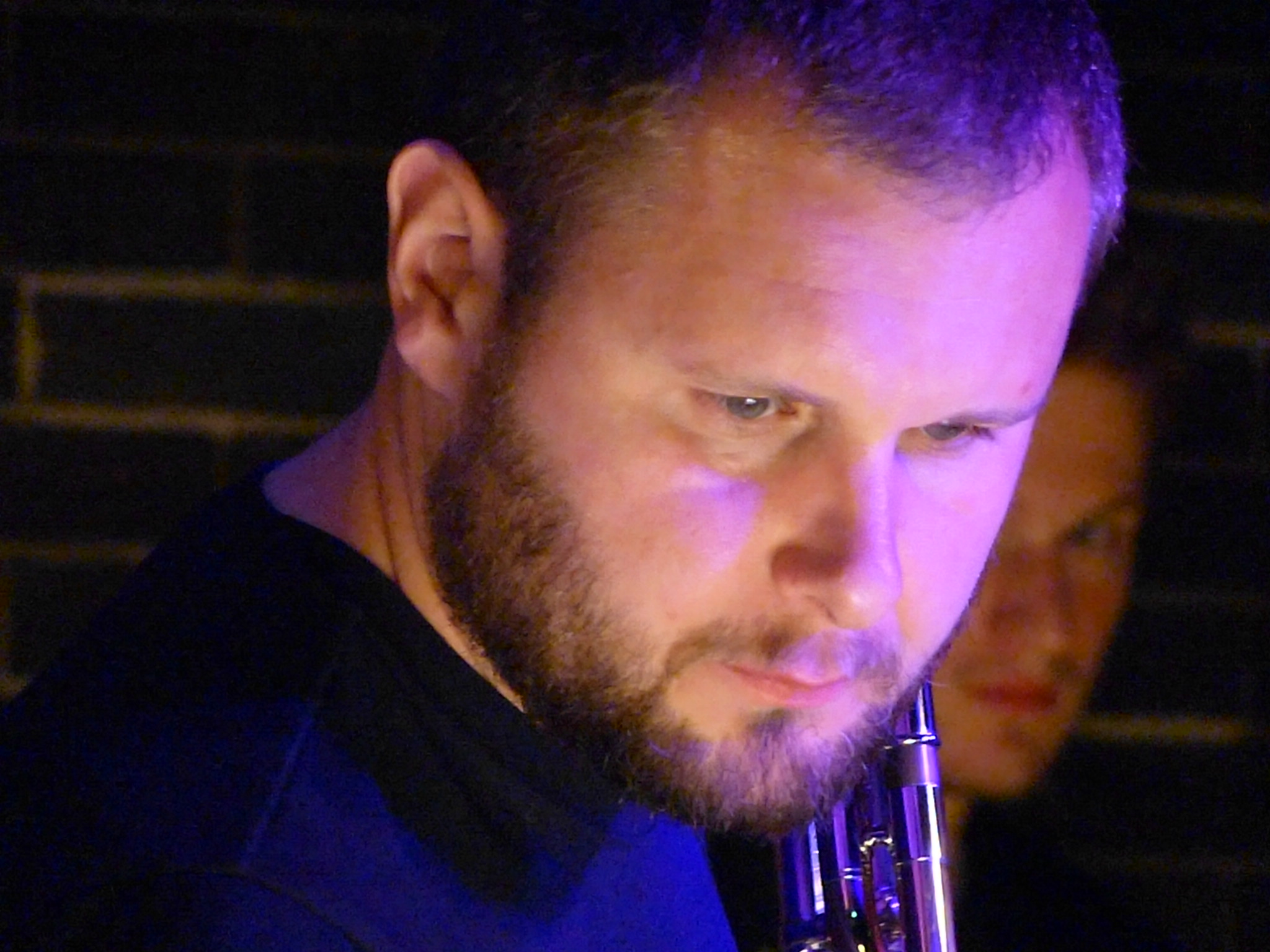
Tobias Wember (2018 im Subway)

Tobias Wember (* 1981 in Datteln) ist ein deutscher Musiker (Posaune, Komposition, Arrangement), der vor allem im Modern Jazz hervorgetreten ist.

## Leben und Wirken
Wember erhielt zunächst eine klassische Ausbildung auf der Posaune; seit 1998 trat Jazzunterricht bei Workshops von Bart und Erik van Lier sowie Jiggs Whigham und Ed Neumeister dazu.
Von 2002 bis 2008 studierte er an der Hochschule für Musik und Tanz Köln Jazzposaune bei Henning Berg sowie  Jazzkomposition und Arrangement bei Frank Reinshagen. Von 2003 bis 2005 gehörte er zum Bundesjazzorchester unter Leitung von Peter Herbolzheimer, mit dem er in Namibia und Südafrika auftrat.
Seit 2003 gab er Konzerte mit seinem WemberQuinett. 2006 gründete er zusammen mit dem Posaunisten Klaus Heidenreich die Band Hornstrom, die mehrere Preise gewann und 2008 sein Debüt-Album Endlich Sinnfrei bei Konnex Records veröffentlichte. Seit 2011 leitet er das Essener Ensemble-Abluft. Er spielte im Cologne Contemporary Jazz Orchestra (CD Plays Slayer) und im Sunday Night Orchestra und gehörte zu den Großformationen von Maxime Bender (CD Fellowship), Matthias Schriefl, Caroline Thon (CD Panta Rhei) sowie Stefan Schmid (CD  exTENded). Von 2016 bis 2017 spielte er mit den Heavytones. Auch arbeitete er mit Lalo Schifrin, Dee Dee Bridgewater, Paquito D’Rivera, Peter Weniger, Nina Hagen, Katja Riemann und Caspar van Meel.
Seit 2008 ist Wember auch als Instrumentalpädagoge an der Musikschule Soest und der Jazzhausschule Köln tätig. Seit 2014 verfasste er zahlreiche Kompositionen, etwa die Suite State of Mind für Jazz-Orchester, die er (ebenso wie später die Richbeck Suite) mit dem Subway Jazz Orchestra realisieren konnte.

## Preise und Auszeichnungen

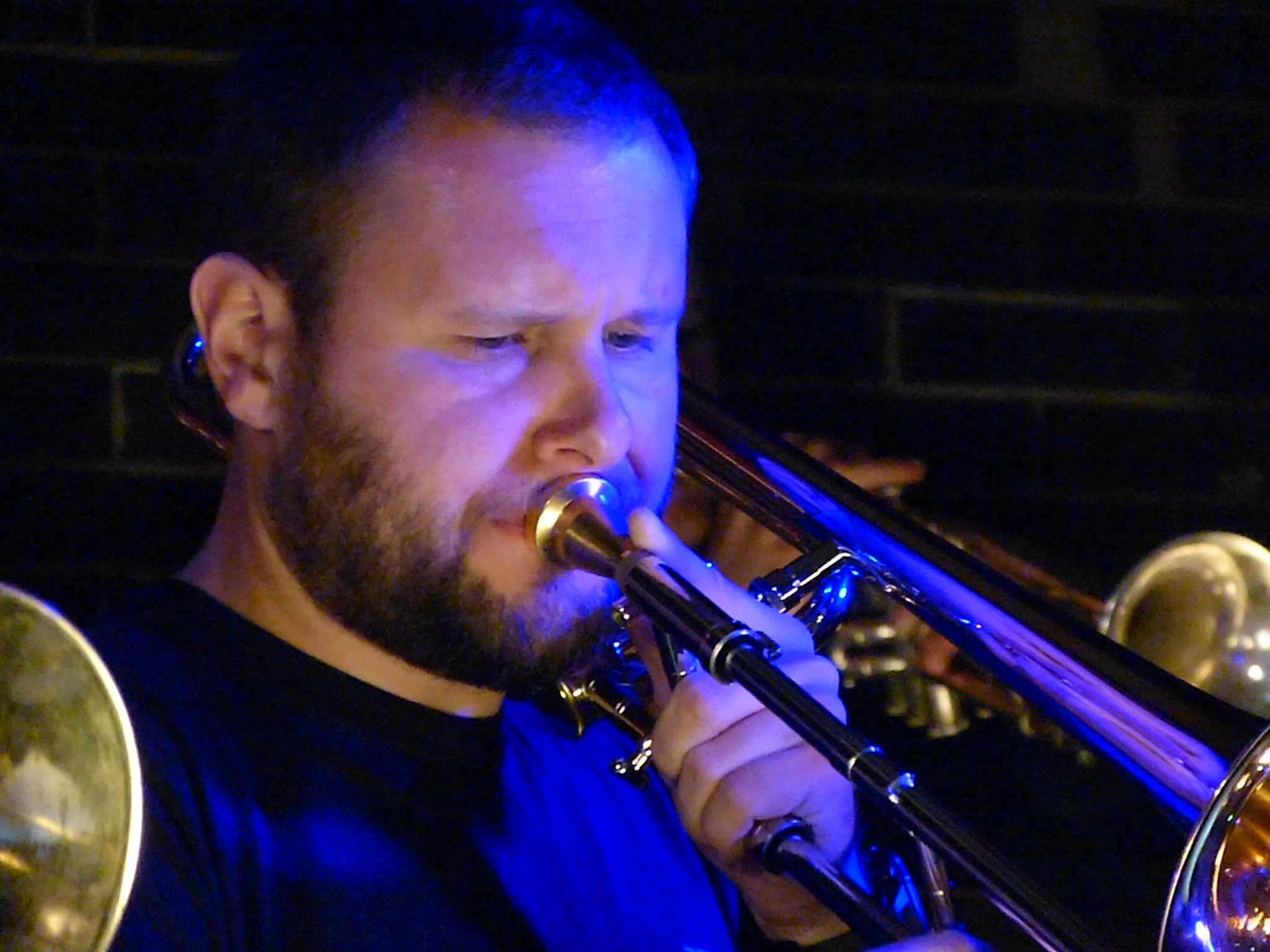
Tobias Wember 2018 im Konzert des Subway Jazz Orchestra

Mit der Band Hornstrom erhielt Wember 2007 den New Generation Jazzpreis Straubing und im Folgejahr den Biberacher Jazzpreis. Für sein Stück State of Mind wurde er 2015 mit dem WDR-Jazzpreis für Komposition ausgezeichnet. Nach Ansicht der Jury liefert es „einen Querschnitt durch seine noch junge Laufbahn als Jazzkomponist: Ausgehend von der klassischen Big-Band-Besetzung lässt er neben Tutti-Klängen viel Raum für die Solisten, die sich für ihre Improvisationskunst von seiner Genre übergreifenden Harmonik inspirieren lassen.“

## Diskographische Hinweise
- Tobias Wember/Subway Jazz Orchestra State of Mind (Unit Records, 2016)
- Hornstrom Dark (Double Moon 2017, mit Klaus Heidenreich, Markus Braun, Silvio Morger)
- Tobias Wember/Subway Jazz Orchestra Richbeck Suite (FLOATmusic 2018)